# Knœrsheim
Knœrsheim (deutsch Knörsheim) ist eine französische Gemeinde mit 192 Einwohnern (Stand 1. Januar 2021) im Département Bas-Rhin in der Region Grand Est (bis 2015 Elsass). Sie gehört zur Communauté de communes de la Mossig et du Vignoble.
Nachbargemeinden von Knœrsheim sind Westhouse-Marmoutier im Norden, Zeinheim im Osten, Rangen im Südosten, Zehnacker im Süden sowie Jetterswiller im Westen.

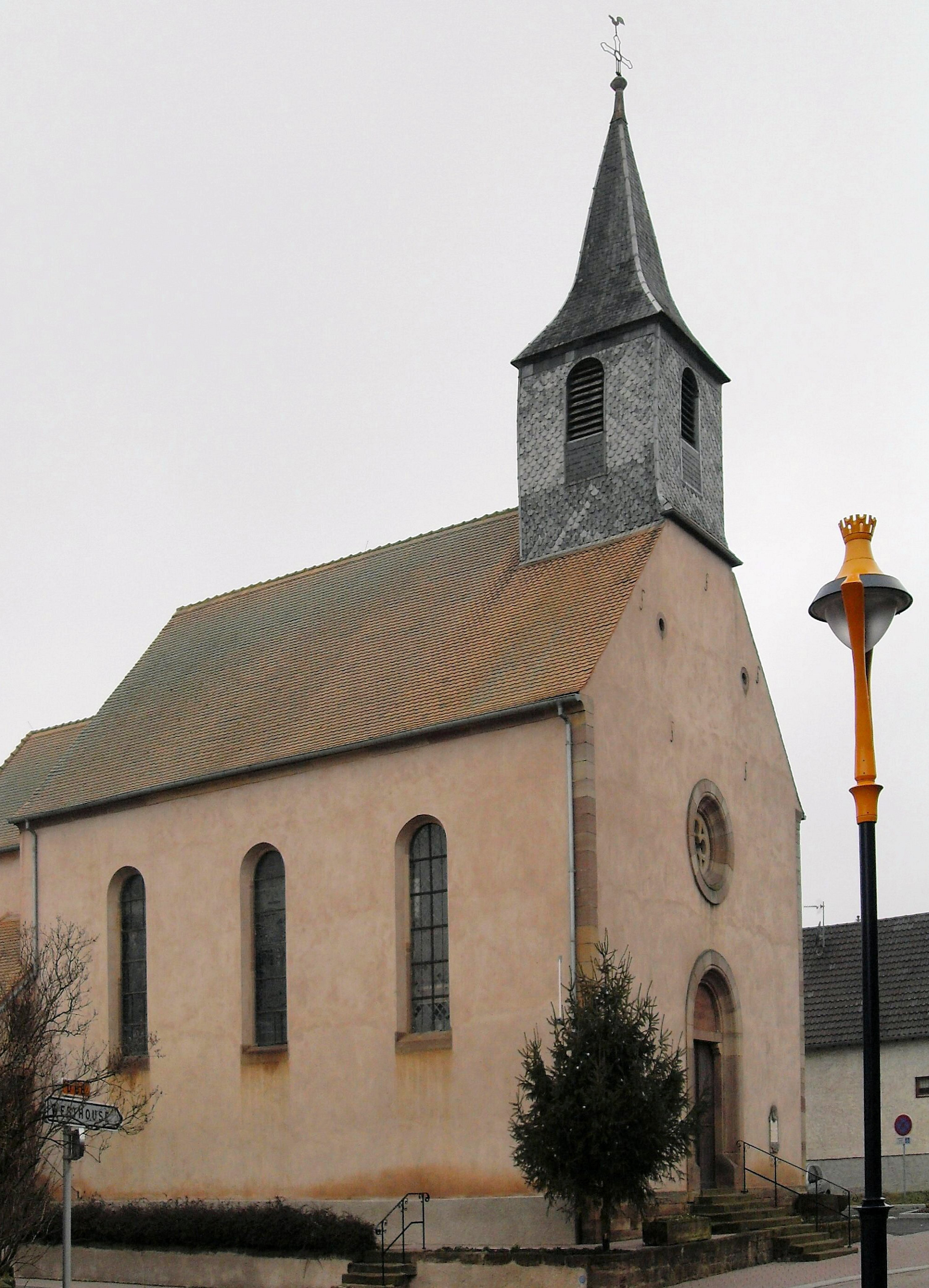
Kirche Saint-Michel

## Geschichte
Knœrsheim gehörte dem 1992 gegründeten Gemeindeverband Communauté de communes des Coteaux de la Mossig an, der 2017 in der Communauté de communes de la Mossig et du Vignoble aufging. Am 1. Januar 2015 wechselte die Gemeinde vom Arrondissement Saverne zum Arrondissement Molsheim.

## Bevölkerungsentwicklung
| Jahr      | 1962 | 1968 | 1975 | 1982 | 1990 | 1999 | 2007 | 2013 |
| Einwohner | 149  | 150  | 144  | 136  | 174  | 173  | 193  | 214  |